# Elly Gohl-Cleff
Elly Gohl-Cleff (* 18. Mai 1866 in Leipzig; † 7. Oktober 1926 in Wiesbaden; geborene: Elly Lindner) war eine deutsche Theaterschauspielerin. 
Die königliche Hofschauspielerin feierte ihre größten Erfolge am Preußischen Staatstheater in Wiesbaden. 